# 烏帽子岳 (上田市・東御市)
烏帽子岳（えぼしだけ）は、長野県上田市と東御市との境にある標高2,066mの山である。信州百名山の一つ。

## 概要
浅間連峰の西端にそびえる火山である。主に湯の丸高原から登る人が多く、頂上では四阿山がみえる。
南北2つのピークを有する双耳峰で、北の方が高い。南のピークは小烏帽子岳（こえぼしだけ、2,042メートル）とも呼ばれる。
上田市街地からよく見えることから、烏帽子岳が校歌に歌われる学校が多い。
山を駆け上がるタイムを競うスカイランニングの大会が開かれている。

## コース
- （上り）- 地蔵峠 - 15分 - 湯ノ丸キャンプ場 - 75分 - 烏帽子岳頂上
- （下り）- 頂上 - 60分 - 湯ノ丸山頂 - 40分 - 湯の丸スキー場 - 10分 - 地蔵峠

## 近隣の山
- 湯ノ丸山
- 四阿山